# 賴斯諾克山
46°52′43″N 11°48′33″E / 46.878594°N 11.809181°E

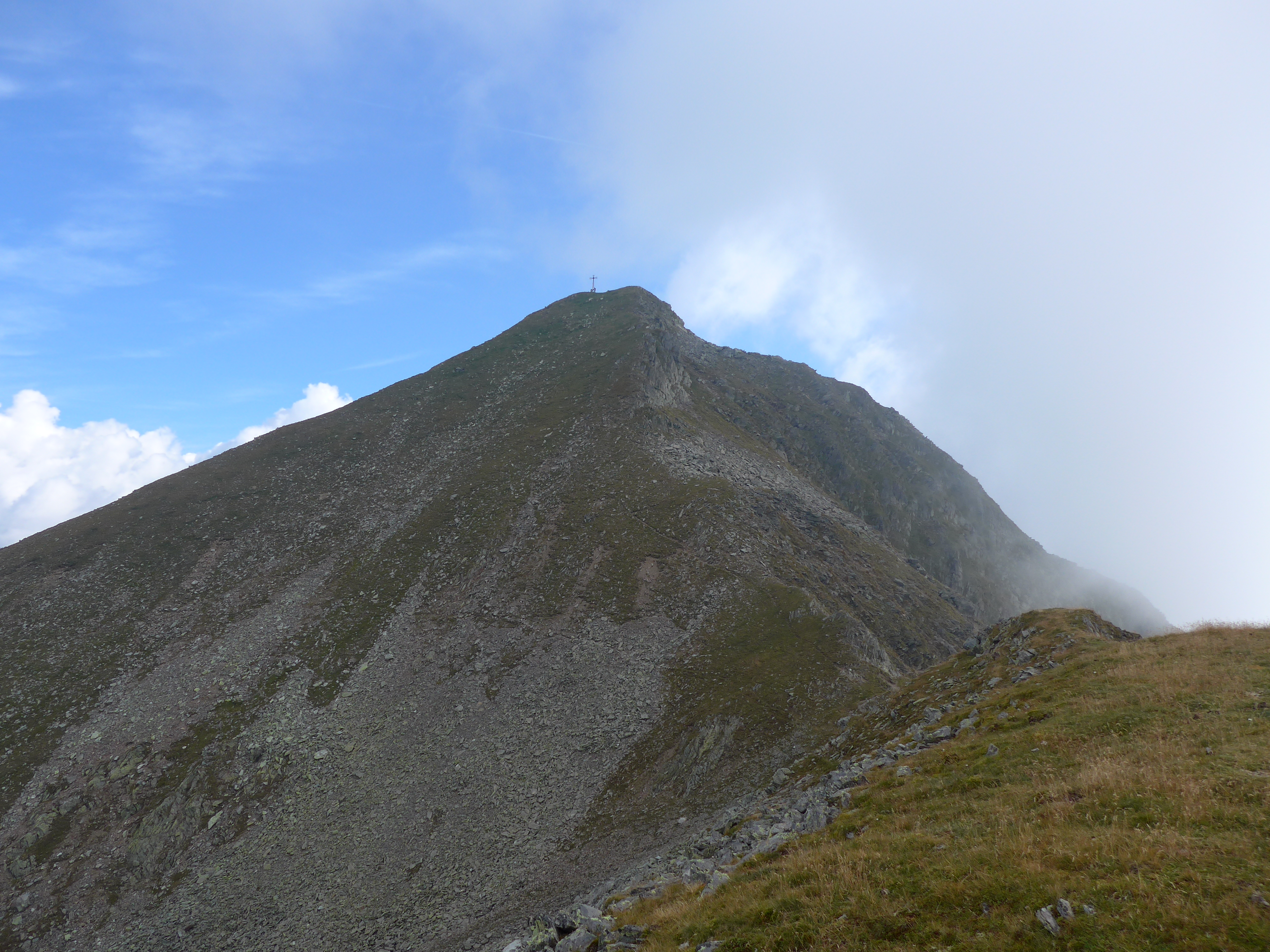

賴斯諾克山（義大利語：Reisnock），是意大利的山峰，位於該國東北部，由博爾扎諾-南蒂羅爾自治省負責管轄，屬於齊勒塔爾阿爾卑斯山脈的一部分，海拔高度2,663米，每年平均降雨量1,579毫米。